# Phare de Savannah
Le phare de Savannah (en anglais : Savannah Light) était un phare situé à Savannah, à l'entrée du fleuve Savannah dans le comté de Chatham en Géorgie.

## Historique
Le phare de type Texas Tower a été construit et mis en service en 1964. À l'origine, il devait être un phare automatisé contrôlé par le personnel du phare de Tybee Island.
Le 27 novembre 1996, le phare fut le second de ce type à être démoli après une collision avec un cargo sous pavillon étranger, le porte-conteneurs de Singapour Neptune Jade, dont le premier fut le phare d'Ambrose. La collision a détruit l’ensemble de la structure. Une bouée a marqué l’épave jusqu’à ce qu’une entreprise de sauvetage récupère l’épave du fond de l’océan pour la mettre au rebut.
```
La tour a été remplacée par une bouée lumineuse.
```

Identifiant : ARLHS : USA-1320 ; USCG : 3-0340 .

### Lien connexe
- Liste des phares de Géorgie